# Prințesa Alexandra Victoria de Schleswig-Holstein-Sonderburg-Glücksburg
Prințesa Alexandra Victoria de Schleswig-Holstein-Sonderburg-Glücksburg (21 aprilie 1887 - 15 aprilie 1957) a fost a doua fiică a lui Friedrich Ferdinand, Duce de Schleswig-Holstein și a soției sale, Prințesa Carolina Matilda de Schleswig-Holstein-Sonderburg-Augustenburg.